# Альфред Вілкс Дрейсон
Альфред Вілкс Дрейсон (англ. Alfred Wilks Drayson; 1827 — 27 вересня 1901) — англійський артилерійський генерал. Автор оригінальної ідеї про розширення Землі, письменник.

## Книги Альфреда Дрейсона
- Казки на розпрягати (оповідання), (Tales at the Outspan (short stories)) 1865
- Пригоди Ганса Стерк, Південної Африки та Hunter Pioneer, (Adventures of Hans Sterk, The South African Hunter and Pioneer) 1868
- Мистецтво Практичні Віста, (The Art of Practical Whist) 1880
- Білий начальник Caffres, художня література, (The White Chief of the Caffres, fiction) 1887